# Spowodowanie wypadku w komunikacji
Spowodowanie wypadku w komunikacji – przestępstwo polegające na choćby nieumyślnym naruszeniu zasad bezpieczeństwa w ruchu lądowym, wodnym lub powietrznym, czego nieumyślnym skutkiem jest spowodowanie wypadku, w którym inna osoba doznała naruszenia czynności ciała lub rozstroju zdrowia przez czas trwający dłużej niż 7 dni.
Naruszenie zasad bezpieczeństwa w ruchu oznacza złamanie przez uczestnika ruchu reguł poruszania się w ramach ruchu lądowego, wodnego lub powietrznego, których przestrzeganie pozwala uniknąć zbędnego ryzyka dla siebie lub innych uczestników ruchu. Zasady te mogą być wyrażone w postaci znaków drogowych, sygnalizacji świetlnej oraz konkretnych przepisów prawnych (najczęściej Prawa o ruchu drogowym). Mogą także wynikać ze zdrowego rozsądku, a także ogólnego nakazu ostrożności i rozwagi.
Skutkiem naruszenia wspomnianych zasad jest doprowadzenie do zdarzenia, w którym inna osoba doznała naruszenia czynności ciała lub rozstroju zdrowia przez czas trwający dłużej niż 7 dni (tzw. średni uszczerbek na zdrowiu). W razie wystąpienia poważniejszych obrażeń w postaci ciężkiego uszczerbku na zdrowiu lub śmierci w grę wchodzi odpowiedzialność sprawcy za typ kwalifikowany zagrożony karą pozbawienia wolności od 6 miesięcy do lat 8. Nie jest przestępstwem wypadku drogowego spowodowanie zdarzenia, w którym inna osoba doznała jedynie lekkiego uszczerbku na zdrowiu. Sąd Najwyższy stoi na stanowisku, że sprawca takiego zdarzenia w ogóle nie odpowiada karnie nawet za samo spowodowanie uszczerbku. W grę może wchodzić jedynie odpowiedzialność za wykroczenie drogowe. Wykroczeniem drogowym pozostaje również sprawstwo wypadku drogowego, którego skutkiem było wyłącznie zniszczenie mienia (uszkodzenie pojazdu) innej osoby.
O ile naruszenie zasad bezpieczeństwa może mieć charakter umyślny, o tyle spowodowanie wypadku wraz z określonymi skutkami musi być objęte nieumyślnością sprawcy. Jeżeli bowiem obejmował on swoim zamiarem skutki w postaci spowodowania obrażeń, np. chcąc rozjechać pieszego, wówczas nie odpowiada on za spowodowanie wypadku, ale za umyślne przestępstwo przeciwko życiu i zdrowiu.
Wobec sprawcy, który spowodował wypadek, znajdując się w stanie nietrzeźwości lub pod wpływem środka odurzającego lub zbiegł z miejsca zdarzenia, sąd obligatoryjnie stosuje nadzwyczajne obostrzenie kary.